# Afrodisia (Cilicia)
Afrodisia (in greco antico: Ἀφροδίσιος, Ἀφροδισιάς?) era un'antica colonia greca della Cilicia.

## Storia
Nel Periplo di Scilace si menziona che era un porto ubicato in una sequenza di città cilice dopo Celenderi.
Sono state ritrovate monete di Afrodisia coniante intorno al 520 a.C.
I suoi resti si trovano sul lato orientale dell'istmo che collega il promontorio omonimo, con il resto della regione, circa 31 km a sud ovest della ex  Seleucia.